# Conomor
Conomor (altres versions del nom: Konomor o Cunomorus) fou un comte regnant a l'oest de Bretanya al segle vi. Es creu que era comte del Poher en un temps que aquesta regió es podia estendre fins a les costes del nord i del sud. S'esmenta també com a rei de Domnònia que cobria aleshores la part nord de Bretanya.
Es considera que podria ser el mateix personatge que Marc'h sobirà de les dues Domnònies. El nom està testimoniat a Gal·les sota la forma Cynmawr que vol dir «gran gos» (de con «gos», nom que també es troba a Conan, i meur «gran»). Sovint se'l considera comte de Carhaix (Carhays) i es diu que hauria esdevingut rei matant el seu predecessor Jonas amb la vídua del qual es va casar però després aquesta va fugir i es va refugiar a la cort dels francs amb el seu fill Judael.

## Biografia

### La història
Les dates històriques més segures venen de Gregori de Tours, però els comentaris d'aquest autor franc s'han d'agafar amb cura, ja que no mostra gaire objectivitat quan parla dels bretons, enemics de França, i dels quals rebutja les pràctiques religioses d'origen celta. Segons Gregori, al llibre IV dels "Deu Llibres d'Història", esmenta dos comtes bretons: Chonomor i Chonobre. Al primer, per l'any 550, amb la grafia Chonomor l'esmenta com a protector dels fills de Waroc'h I, rei del Broërec (Bro Waroch): Macliauus (Macliau, futur bisbe de Vannes), i el seu germà Chanao (Canao I que succeirà al seu pare), comte dels bretons; aquest volia assassinar tres dels seus germans i Conomor va muntar un subterfugi, i el príncep amenaçat va ser enterrat en un túmul amb un forat per respirar. Canao va comprovar l'existència de la tomba i hi va donar una festa; després Macliau va fugir a Vannes, on fou nomenat bisbe, però va apostatar i es va tornar a ajuntar amb la seva esposa.
Tot seguit, el 560, el comte Chonoobro (Chonober i Chonoo), que seria un comte diferent, va acollir a un príncep, Khram o Chramne (Cram), fill del seu enemic el rei Clotari I, que després de revoltar-se contra el seu pare es va refugiar a Bretanya. Clotari va marxar amb un exèrcit a Bretanya perseguint al seu fill i o el va fer estrangular o segons una altra versió el va tancar en una cabana amb la seva dona i els seus fills i hi va calar foc (perseguit pel remordiment, Clotari va anar a Tours a demanar perdó davant la tomba de Sant Martí, i morí poc després). En la lluita va morir Chonober, bé a Merlevenez (Morbihan), o al Relec a Plounéour-Ménez (Finistère) en un combat però no contra Clotari.

### Tradició bretona
A Armòrica la tradició maltracte a Conomor anomenat Conomor el Maleït, presentat com una mena de Barbablava que matava a les seves esposes successives després que tenien el primer fill. La darrera esposa, Trifina (nom d'una santa siciliana), filla de Waroc'h I comte de Vannes i germana de Canao I i de Macliau), va donar a llum a sant Tremeur (Trec'h meur = gran vencedor), i Conomor va decapitar l'infant però sant Gildas va tornar a posar el cap de l'infant al seu lloc; l'infant va anar a recriminar al seu pare el seu acte, i aquest en veure al que suposava difunt es va espantar tant que va morir. A la Vita de sant Gildas, és aquest mateix el causant del càstig en provocar la caiguda de les muralles del seu castell damunt de Conomor.
No obstant Conomor apareix com a rei de Domnònia a Bretanya i és a la vila de Carhaix que Thomas d'AnglaterrA situa el matrimoni de Tristany amb Isolda de les Blanques Mans, filla del duc de Bretanya, i és allí que fa morir al seu heroi potser en un feu del seu oncle Marc Conomor. Però es podria identificar també amb Carhays de l'altre costat del Canal de la Mànega.
Diversos llocs tenen fama d'haver estat seu de Conomor, en particular, Castel-Finans, a la vora del Blavet a l'est de Carhaix i prop de Saint-Aignan (Morbihan), on sant Gildas l'hauria perseguit i castigat. Tréglamus, prop del Menez Bré, on es troben algunes fortificacions, seria un altre dels llocs. Un altre és a Lanmeur, a un antic fort dels osismes anomenat Castel-Beuzit o La Boissière, proper al canal de la Maniga (el qual probablement vigilava). Encara un altre prop de Quimperlé i de Clohars-Carnoët on hi ha les restes d'un castell (el castell de Karnoët), a la vora de la riba dreta del riu Laïta. Un més prop del Moustoir a Saint-Goazec, on es troben les ruïnes del Castel Commor. I finalment a Montafilant (Côtes-d'Armor), prop de la velle ciutat galoromana de Corseul, que controlava les valls del riu Rance i del riu Arguenon.
Una fràgil hipòtesi assimila Conomor al Caninus (llatí canes = bretó con = gos) que sant Gildas fustiga a De Excidio et Conquestu Britanniae com indigne de ser descendent d'Aureli Ambrosià i parent de sant Pol Aurelià, que el seu hagiògraf Bili designa com "domnonià", que va fer fundacions d'abadies lluny de l'obispat de Léon, per exemple a Lamballe, que porta el seu nom.
A la tradició de Cornualla les traces de Conomor llustren dues llegendes diferents de cada costat del canal de la Maniga; en una, Conomor podria ser un rei o un príncep del grup dels prínceps post-arturians i estaria aliat potser al rei dels francs Khildebert I, en una aliança naval i militar contra els pirates irlandesos, pictes i escandinaus (els anglosaxons eren menys perillosos després de ser derrotats a la batalla del Mont Badon vers l'any 500, atribuïda al rei Artur.

#### La Llegenda
A Cornwall o Cornualla britànica propera a Devon (la Dumnònia insular) es va trobar una inscripció del segle IV portant els noms de Conomor i de Tristany que relacionaria a Conomor amb la història de Tristany i Isolda i del seu oncle, el rei Marc'h. Encara es pot veure la inscripció a Castel-Dore, prop d'un lloc anomenat Carhays: Drustanus hic jacit cunomori filius [cum domina Ousilla] (Aquí descansa Tristany, fill de Conomor, amb la seva esposa Isolda, la part final de la inscripció ja no es llegeix després del segle xvi. Es pensa que podria ser un praefectus classis (prefecte de la flota = amirall) de khildebert I. La vida de Sant Pau fa esment del rei Marc (o Príncep Marc) que seria de nom complet Marcus Quonomorius. Jean Markale va desenvolupar aquest argument i va suggerir que la llegenda de Tristany i Isolda, tot i originada a Irlanda, derivaria en noms i personatges dels britons de Cornwall, i seria la rivalitat per una mateixa dona entre un pare i un fill, sent el pare Conomor/Marc i el fill Tristany; no obstant sembla més probable que el cornuallès Conomor fou el bresavi del Conomor de Bretanya.
Segons els historiadors britànics Castel-Dore era la capital dels prínceps de Cornualla, i estava situada a l'istme de Padstow-Fowey pl que va passar sant Samsó en ruta cap a Saint-Malo. Conomor podria per tant haver estat a la vegada príncep a Gran Bretanya, membre de l'aristocràcia celta romanitzada, protector de l'emigració celta a la qual hauria anat a defensar sobre el terreny a Armòrica i l'aliat de khildebert en la protecció militar de les costes de la Maniga.
Conomor hauria estat per tant un dels homes més importants del segle VI lligat als poder establerts als dos costats de la Maniga i després s'hauria revoltat contra Clotari I donant suport al seu fill rebel Khram. Això li hauria valgut l'hostilitat de l'església i primer de tot de sant Gildas, i després de sant Samsó i explicaria els aspectes negres de la seva llegenda. Sant Samsó hauria convençut els bisbes d'excomunicar a Conomor i al rei Khildebert I d'abandonar l'aliança amb el bretó i alliberar a Judael que amb suport armat de Clotari I, germà de Khildebert, va derrotar i matar a Conomor en una batalla als Monts d'Arrée prop de Le Relecq, Plounéour-Ménez.